# Tvrdomestice
Tvrdomestice (in ungherese Tordaméc) è un comune della Slovacchia facente parte del distretto di Topoľčany, nella regione di Nitra.